# Supercopa de España 2013
Supercopa de España 2013 byl 30. ročník tradičního fotbalového duelu o španělský Superpohár. Zápas se odehrál mezi vítězem Primera División za sezonu 2011/12, kterým se stal tým FC Barcelona, a vítězem španělského poháru Copa del Rey, kterým se za tentýž rok stalo Atlético Madrid. Souboj byl rozdělen na dva zápasy, přičemž na domácím hřišti obou zástupců se odehrál jeden. Oba zápasy byly na programu v srpnu 2013, první z nich na hřišti Estadio Vicente Calderón (Madrid).
První zápas se odehrál 21. srpna 2013 na Estadio Vicente Calderón (Madrid) a skončil remízou 1:1, když se nejprve ve 12. minutě prosadil David Villa, který přišel do Atlética v letním přestupovém období právě z Barcelony. Za katalánský klub vyrovnával brazilský hráč Neymar, nová letní posila klubu. Byl to jeho první gól v dresu Barcelony v soutěžním zápase. Odveta byla na programu 28. srpna 2013 na Camp Nou (Barcelona) a skončila bezbrankovou remízou.

## Zápasy

### Úvodní utkání
| 21. srpna 2013 23:00 SELČ |        |              |                                                                            |
| Atlético Madrid           | 1 – 1  | FC Barcelona | Estadio Vicente Calderón, Madrid diváci: 54 851 rozhodčí: Undiano Mallenco |
| Villa 12'                 | Report | Neymar 66'   | Estadio Vicente Calderón, Madrid diváci: 54 851 rozhodčí: Undiano Mallenco |

| Atlético Madrid | Barcelona |

|               |    |                    |     |     |
|               |    |                    |     |     |
| GK            | 13 | Thibaut Courtois   |     |     |
| RB            | 20 | Juanfran           | 36' |     |
| CB            | 2  | Diego Godín        |     |     |
| CB            | 23 | Miranda            |     |     |
| LB            | 3  | Filipe Luís        | 39' |     |
| MF            | 4  | Mario Suárez       | 56' |     |
| MF            | 14 | Gabi               |     |     |
| RW            | 6  | Koke               |     | 73' |
| LW            | 19 | Diego Costa        |     | 79' |
| AM            | 10 | Arda Turan         |     | 76' |
| FW            | 9  | David Villa        |     |     |
| Náhradníci:   |    |                    |     |     |
| GK            | 1  | Daniel Aranzubia   |     |     |
| DF            | 22 | Emiliano Insúa     |     |     |
| DF            | 24 | Martín Demichelis  |     |     |
| MF            | 5  | Tiago              |     |     |
| MF            | 11 | Cristian Rodríguez |     | 79' |
| MF            | 27 | Óliver             |     | 73' |
| FW            | 21 | Léo Baptistão      |     | 76' |
| Trenér:       |    |                    |     |     |
| Diego Simeone |    |                    |     |     |

|                 |    |                     |     |     |
|                 |    |                     |     |     |
| GK              | 1  | Víctor Valdés       |     |     |
| RB              | 22 | Daniel Alves        |     |     |
| CB              | 3  | Gerard Piqué        |     |     |
| CB              | 14 | Javier Mascherano   |     |     |
| LB              | 18 | Jordi Alba          | 60' |     |
| DM              | 16 | Sergio Busquets     | 43' |     |
| CM              | 6  | Xavi                |     | 89' |
| CM              | 8  | Andrés Iniesta      |     |     |
| RW              | 9  | Alexis Sánchez      |     |     |
| LW              | 7  | Pedro               |     | 59' |
| CF              | 10 | Lionel Messi        |     | 46' |
| Náhradníci:     |    |                     |     |     |
| GK              | 13 | José Manuel Pinto   |     |     |
| DF              | 2  | Martín Montoya      |     |     |
| MF              | 4  | Cesc Fàbregas       |     | 46' |
| MF              | 12 | Jonathan dos Santos |     |     |
| MF              | 17 | Alex Song           |     | 89' |
| FW              | 11 | Neymar              | 86' | 59' |
| FW              | 20 | Cristian Tello      |     |     |
| Trenér:         |    |                     |     |     |
| Gerardo Martino |    |                     |     |     |

Asistenti rozhodčího:

 ?

 ?

Čtvrtý rozhodčí:

 ?

### Odveta
| 28. srpna 2013 23:00 SELČ |        |                 |                                                                       |
| FC Barcelona              | 0 – 0  | Atlético Madrid | Camp Nou, Barcelona diváci: 74 536 rozhodčí: David Fernández Borbalán |
|                           | Report |                 | Camp Nou, Barcelona diváci: 74 536 rozhodčí: David Fernández Borbalán |

| Barcelona | Atlético Madrid |

|                 |    |                   |     |     |
|                 |    |                   |     |     |
| GK              | 1  | Víctor Valdés     |     |     |
| RB              | 22 | Daniel Alves      |     |     |
| CB              | 3  | Gerard Piqué      | 54' |     |
| CB              | 14 | Javier Mascherano |     |     |
| LB              | 18 | Jordi Alba        |     |     |
| DM              | 16 | Sergio Busquets   | 30' |     |
| CM              | 6  | Xavi              |     |     |
| CM              | 4  | Cesc Fàbregas     | 28' | 73' |
| RW              | 9  | Alexis Sánchez    |     | 65' |
| LW              | 11 | Neymar            |     |     |
| CF              | 10 | Lionel Messi      | 89' |     |
| Náhradníci:     |    |                   |     |     |
| GK              | 13 | José Manuel Pinto |     |     |
| DF              | 2  | Martín Montoya    |     |     |
| DF              | 15 | Marc Bartra       |     |     |
| MF              | 8  | Andrés Iniesta    |     | 73' |
| MF              | 17 | Alex Song         |     |     |
| FW              | 7  | Pedro             |     | 65' |
| FW              | 20 | Cristian Tello    |     |     |
| Trenér:         |    |                   |     |     |
| Gerardo Martino |    |                   |     |     |

|               |    |                    |       |     |
|               |    |                    |       |     |
| GK            | 13 | Thibaut Courtois   |       |     |
| RB            | 20 | Juanfran           |       |     |
| CB            | 2  | Diego Godín        | 88'   |     |
| CB            | 23 | Miranda            |       |     |
| LB            | 3  | Filipe Luís        | 81'   |     |
| CM            | 4  | Mario Suárez       |       |     |
| CM            | 14 | Gabi               | 81'   |     |
| RW            | 6  | Koke               | 26'   | 89' |
| LW            | 10 | Arda Turan         | 90+1' | 72' |
| AM            | 19 | Diego Costa        | 85'   |     |
| CF            | 9  | David Villa        |       | 84' |
| Náhradníci:   |    |                    |       |     |
| GK            | 1  | Daniel Aranzubia   |       |     |
| DF            | 24 | Martín Demichelis  |       |     |
| MF            | 5  | Tiago              |       |     |
| MF            | 8  | Raúl García        |       |     |
| MF            | 11 | Cristian Rodríguez |       | 84' |
| FW            | 7  | Adrián             |       | 72' |
| FW            | 21 | Léo Baptistão      |       | 89' |
| Trenér:       |    |                    |       |     |
| Diego Simeone |    |                    |       |     |

Asistenti rozhodčího:

 ?

 ?

Čtvrtý rozhodčí:

 ?

## Vítěz
| Supercopa de España 2013 FC Barcelona (11. vítězství) |